# Бахне, Магнус
Ма́гнус Ба́хне (фин. Magnus Bahne; 15 марта 1979, Каарина, Финляндия) — финский футболист, вратарь. В 2000 году призывался в сборную Финляндии и провёл в её составе 2 матча.

## Карьера

### Клубная
Бахне начал футбольную карьеру в клубе «Интер» из города Турку. К двадцати годам он стал основным вратарём команды. В «Интере» финский вратарь провёл 9 сезонов, сыграв за клуб 197 матчей в чемпионате Финляндии.
В 2007 году Бахне подписал контракт с клубом «Хальмстад», который выступал в Аллсвенскане. В августе 2007 года Бахне получил травму в матче с «Гётеборгом» и не мог играть до окончания Евро-2008. Летом 2008 года он вернулся на поле, сыграл 19 матчей в чемпионате, став вратарём номер один в команде. В сезоне 2009 Бахне провёл 27 матчей в Аллсвенскане.
В сентябре 2009 года Бахне не стал подписывать новый контракт с «Хальмстадом» и покинул клуб после окончания сезона, заявив, что он хочет играть в более высоком чемпионате. 30 января 2010 года он согласовал контракт с шведским клубом «Ассириска Фёренинген». После одного сезона финский вратарь вернулся в свой родной клуб «Интер» из Турку.

### В сборной
В 2000 году Бахне сыграл два матча за сборную Финляндии. Также он выступал за молодёжную сборную. После того, как Юсси Яаскеляйнен завершил международную карьеру в 2009 году, Бахне являлся одним из кандидатов на место основного вратаря в сборной.